# Denis Sieffert
Denis Sieffert, född 6 juni 1950, är en fransk journalist och trotskist. Han var ordförande för det trotskistiska-lambertinska Union nationale des étudiants de France – unité syndicale mellan 1975 och 1978. Han bekänner sig till den alterglobalistiska rörelsen.